# Sankarapuram
Sankarapuram è una suddivisione dell'India, classificata come town panchayat, di 12.243 abitanti, situata nel distretto di Viluppuram, nello stato federato del Tamil Nadu. In base al numero di abitanti la città rientra nella classe IV (da 10.000 a 19.999 persone).

## Geografia fisica
La città è situata a 11° 54' 16 N e 78° 53' 55 E.

## Società

### Evoluzione demografica
Al censimento del 2001 la popolazione di Sankarapuram assommava a 12.243 persone, delle quali 6.253 maschi e 5.990 femmine. I bambini di età inferiore o uguale ai sei anni assommavano a 1.449, dei quali 728 maschi e 721 femmine. Infine, coloro che erano in grado di saper almeno leggere e scrivere erano 7.940, dei quali 4.544 maschi e 3.396 femmine.